# 波恩达尔卡纳利
波恩达尔卡纳利（Pondar Kanali），是印度贾坎德邦丹巴德县的一个城镇。总人口7474（2001年）。

## 人口
该地2001年总人口7474人，其中男性4047人，女性3427人；0—6岁人口1109人，其中男547人，女562人；识字率59.38%，其中男性为69.78%，女性为47.10%。